# Николай Павлович
 Тази статия е за българския художник.  За руския император вижте Николай I (Русия).  
Николай Христакиев Павлович е български художник, живописец, сценограф, график, художествен критик и театрален деец.

## Биография

### Произход и образование
Роден е на 9 декември 1835 г. в Свищов. Син е на видния възрожденски деец Христаки Павлович, който остава в историята ни като един от големите просветни дейци на българското Възраждане, и брат на лекаря Димитър Павлович.
Израснал с преводите от гръцки на български език и с изданията на баща си, макар че на тринадесет години Николай остава сирак, той познава силата и значението на историческата памет, която е главна в творчеството му. Като младеж Павлович живее при свои роднини, братя Цанкови в Румъния, които определят за негово бъдеще професията на търговец. Просветени и интелигентни люде, те скоро разбират, че доходната търговска работа не е по душа на младежа и през 1852 г. го изпращат във Виена за предварително обучение в ателието на литографа Анастас Йованович. През есента на същата година Николай Павлович постъпва в художествената академия във Виена, където една година по-късно, както той пише в своята автобиография, получава „матрикул“ – документ за текущите му оценки.
Между 1852 и 1858 г. той учи последователно в две големи европейски художествени академии – Виенската и Мюнхенската.
Документът от неговия архив с оценките за учебната 1853/1854 г. пояснява програмата, по която работят студентите в подготвителния клас, наречен „Maler-Vorbereitungs-Shule“, както и водещите за периода преподаватели. Павлович е посещавал рисуване по антични образци, рисуване по натура, анатомия, теория на перспективата, където има много добър и твърде добър успех, не е започнал да изучава рисуване с бои по натура, няма оценка по предмета рисуване по памет и не е посещавал история на изкуството и история. Документът е подписан от директора на императорската и кралската академия Кристиан Рубен (Christian Ruben) и от професорите Петер Йохан Непомук Гайгер, К. Рьознер, Карл Майер, К. Блаас, Франц Бауер, Антон Ритер фон Пергер, Айтелбергер, Щринк (Pet. Joh. Nep. Geiger, C. Roesner, Carl Mayer, C. Blaas, Franz Bauer, Anton Ritter von Perger, Eitelberger/Eitel Berger, Strink).
В свидетелството от учебната 1854/1855 г. е записано, че през съответната година Павлович е посещавал отново художественото-подготвително училище на Императорската кралска академия. От него личи, че Павлович продължава да рисува по антични образци, по натура, по памет, изучава анатомия, перспектива и история на изкуството. С дисциплините, които посещава, той се справя много добре, като особено ревностно посещава история и история на изкуството, но е занемарил рисуването по памет („Die Gedächtnissproben im Zeihen“) и не е започнал предмета „рисуване с бои от натура“.
Според автобиографията, от лятото на 1855 до есента на 1856 г. художникът работи в парната мелница на роднините си. През 1856 г. той е приет от известния учен д-р Петър Берон, издържан е за негова сметка чрез банката на гърка К. А. Христомано във Виена и през есента на същата година продължава образованието си в Баварската художествена академия в Мюнхен. Документ от април 1857 г., подписан от директора Вилхелм Каулбах (Wilhelm Kaulbach), потвърждава, че през първия семестър на учебната 1856/1857 г. той е завършил техническия и „античния“ клас (за работа с антични образци), което му дава право да се запише като ученик по рисуване, но няма информация да се е записал.
През октомври 1857 г. Павлович подава молба до дирекцията на академията да бъде приет в класа по историческа живопис на станалия професор (1856 г.) проф. Карл Теодор фон Пилоти. Подписва се като ученик на академията и не посочва кой курс е завършил, а отговор на молбата му в архива му няма. Подадената молба по нищо не личи да е била удовлетворена, а от 1858 г. самият професор е в Италия, което означава, че Павлович не е учил при него. Затрудненията на художника през януари 1858 г. личат от съобщението на дружеството „Юнг“, подписано от М. фон Хилц (M. v. Hieltz), с което той е приканен за по-активно участие в художествения му живот. Павлович продължава следването си до август 1858 г. Очевидно е, че не се дипломира, защото подобни факти не са споменати в неговата автобиография, нито в архива му.
През юни 1858 г. Берон съветва Павлович да отиде в Русе и да помоли Хащик да му намери работа в Букурещ. През есента на 1858 г. двамата заминават за Крайова, където в продължение на няколко месеца Павлович прави цветни илюстрации към научните трудове на д-р Берон и по-специално – за „Космобиографически атлас“ и „Метеорологичен атлас“. След това Павлович заминава за Дрезден, за да разгледа галерията, посещава Прага и отива във Виена, където е брат му Димитър Павлович и очаква появяването на д-р Петър Берон от Париж.

### Исторически литографии
През 1858 г. Павлович създава литографиите за Метеорологическия и Космобиографическия атласи на д-р Петър Берон, които са публикувани през 1860 г. в Париж.
През 1860 г. той е при големия български патриот и революционер Георги С. Раковски в Белград и създава илюстрации за изданието „Няколко речи за Асен І, великия цар български и сина му Асен ІІ“, издадено в Белград през 1860 г.
От есента на 1860 г. до късната пролет на 1861 г. той живее в Одеса, за да разпространява сред българите първите си исторически литографии, а също така се надява там да открие извори за средновековните български облекла. Има намерение да посети Москва и да покаже своя творба в изложба.
През май 1861 г. по време на бурните събития по църковния въпрос Павлович е в Цариград – населената с будни българи столица на Империята, от които безрезултатно се надява да получи поръчки за работа.
От 1861 г. започва неговата борба за доказване на широка народна основа чрез разпространението на литографиите със сцени от средновековната българска история, които той създава по романа на Александър Велтман „Райна княгиня българска“ и има силно желание да промени характера и облика на иконописта.

### Проекти за училище и историческо списание
През 1864 г. той публикува съобщение до редакцията на в. „Съветник“ в Цариград, в което обявява намерението си да създаде училище по живопис в Трявна – сърцето на една от възрожденските художествени школи.
През 1867 г. издава програмния документ на институцията, наречен „Заведение за живопис как да се устрои в България“.
Откриването на отдел за изкуство във вестниците и замисленото от него списание „Български памятник“ е другата задача, която художникът поставя в публичното пространство през 1871 г. в писмо до редактора на сп. „Читалище“ в Цариград.
Отново през 1871 г. Николай Павлович пише обявление до в. „Право“. В него той съобщава програмата на изданието „Български памятник“. Ролята и мястото на списанието имат широки граници – литература, критика, фолклор, етнография, етнология, изкуство, при това да бъде издавано на два езика – български и немски. Не е пропуснат и приложния му характер – да съдържа репродукции, които да бъдат в подходящ вид за украса на домашния интериор.
През 1873 – 1874 г. се води обширна преписка за иконите на църквата в Тулча. Павлович настоява за равни условия – представяне на пробни икони от страна на неговия конкурент Станислав Доспевски. В споровете за изписването на иконите в Тулча, Павлович формулира своите възгледи за естетика. Тя преди всичко е свързана с високо качество на работата, а не в източната или западната художествена система на изобразяване.

### Последни години
След Освобождението Павлович не се възползва от връзките си с революционните среди и отказва да вземе участие в управлението на държавата. През 1885 г. Павлович е доброволец в Сръбско-българската война, а през 1889 г. се премества в София, където до края на живота си преподава рисуване в Софийската мъжка гимназия. За този кратък период той става учител на големи имена в българската живопис.
Още в края на 70-те години Николай Павлович не вижда своята реализация като художник и прави постъпки да бъде назначен като училищен инспектор. През 1879 г. той заема тази длъжност благодарение на неговия приятел от родния му град Свищов Димитър Атанасович, чийто брат д-р Георги Атанасович е министър на образованието. На тази длъжност художникът остава до края на живота си през 1894 г.
През 80-те години на 19 век Павлович повече не се връща към многофигурните исторически композиции. Той работи по теми свързани със съвременната българска история като „България, Тракия и Македония, разделени от Берлинския конгрес“, „Съединението на Северна и Южна България“, българския герб. Тези композиции много бързо стават емблематични и са използвани за широк асортимент предмети за битова употреба като подноси, ковьори, шишета.
През 1886 г. по свой проект построява ателие близо до Докторския паметник.
Николай Павлович умира в София на 13 февруари 1894 година.

## Творчество
Първите опити на Николай Павлович като художник са илюстрации към книги на д-р Петър Берон. С парите от тези илюстрации той започва да учи във Виена, специалност „Илюстрации“. През 1858 г., завършва Академията за изобразителни изкуства в Мюнхен. Под влияние на немската школа Павлович става поклонник на детайла в живописта. По тази причина портретите му имат фотографска точност, но в същото време са пропити с обаянието на хората, което той долавя безпогрешно. Умее да пресъздаде спецификата на всеки характер и това му носи изгодни финансови предложения за работа.
След завръщането си в Свищов Павлович се отдава на различни техники – живопис, графика, литография, театрална сценография и др. Работи върху историческа живопис, иконопис, битови картини и др. Сред работите му са 73 икони за църквата „Света Троица“ в родния му град. Става първият майстор на историческия жанр в България. Чрез историческите си картини успява да буди възхищение, да въздейства на хората и да ги кара да обикнат България още по-силно.
Павлович е оставил и голям брой светски портрети, вкл. автопортрети. Сред нарисуваните образи са тези на племенника му Цветан Радославов, на русенския чорбаджия хаджи Велико Хаджипенчович, на съпругата на Иванчо Хаджипенчович Анастасия, на видни търновски граждани като Стефан Серафиди, Петър Ст. Пипев и Никола Златарски. Рисува и известния портрет на доктор Петър Берон. До края на живота си остава скромен художник и патриот.
От многобройните му опити да получи поръчки за църковна живопис във Велико Търново, 1861 г.; Свищов, 1863, 1866 г.; Цариград, 1866 г.; за църквата „Св. Крал“ в София, 1869 и 1879 г.; Тулча в Румъния, 1872 г.; Одринско, 1872 г., той създава иконите за иконостаса на църквата „Св. Троица“ в Свищов, и в църквите в селата Павел, Свищовско, 1869 г. и Малък извор, Тетевенско, 1875 г.
През 1862 г. създава проект за иконостас на Преображенския манастир.
Павлович издава първата си историческа композиция „Срещата на Райна с братята ѝ в Преслав“ през 1865/66 г., която веднага е преиздадена от Георги Данчов в модерно оборудваното за времето си ателие на арменеца Исариан в цариградския квартал „Пера“.
Николай Павлович е прецизен в издирването на обширен изворов материал за своите исторически платна и литографии. Познава изследванията на руските слависти, средновековни български ръкописи и монети. Темите, над които работи са свързани с преселването на прабългарите, приемането на християнството и събитията след царуването на Симеон. Композициите му са сложни като замисъл, а баталният елемент е силен като внушение.
Същественият въпрос, на който не е намерено обяснение, е за композиционните несъвършенства в неговата живопис. Историческите композиции датират от 1860-те и 1870-те години, когато художникът не е възрастен, за да бъдат отдадени на творческа немощ. Историческите платна страдат от несъвършени пропорции и неточни ракурси. Останалите им стилови особености като маниерност и стафажност са резултат от академичните изисквания в Мюнхенската академия, които той познава, въпреки че според документалния му архив не е изучавал пряко. Но в средата на ХІХ в. с тях е пропит духа на академията в Мюнхен. Той добре познава този разпространен в Германия и в Австро-Унгария съвременен стил, който е широко използван в изобразяването на религиозни и исторически сюжети. Той го използва историческите си композиции като съответстващ на времето и на европейските тенденции. Чрез него той изразява своята съпричастност към средното художествено равнище на изкуството. В същото време изкуството на Балканите не познава друг стил за художествено изразяване в областта на зараждащата се историческа картина. В Гърция и в Сърбия е възприет неокласицизма с характерните за героизиращите композиции романтизъм.
За историята на българското изкуство Павлович е първият художник, който работи по посока на изобразяване на сцени от родната история и е съвсем естествено, той като немски възпитаник да използва разпространения в Германия стил на назареите. Връщайки се в България, той е изпълнен с енергия да осъществява замислите си, подбудени по време на следването.
От огромната му кореспонденция личи, как той предлага своя труд и творчески възможности за работа, която би донесла на него прилично съществуване, а на народа познание за българската история и технически качествено изпълнена иконопис за храмовете.

## Признание
През 1911 г., 1922 – 1923 г. и 1939 г. Народният музей в София откупува неговите произведения. През 1922 – 1923 г. в художествения отдел на Народния музей в Пловдив постъпват едни от най-качествените творби на художника. През 1925 г. племенникът на художника подполковник Николай Павлович подарява литографиите от серията „Райна“ за стаята на Николай Павлович в читалище „Алеко Константинов“ в Свищов. През 1940 – 1950 г. останалите в семейството книги, фотографии и лични вещи на художника постъпват в Народния музей в Свищов. През 1952 г. в Софийска градска художествена галерия е организирана първата изложба на художника. През 1950 години Художествената академия в София носи името „Николай Павлович“, а през 1990-те години то е премахнато. През декември 1975 г. е открита втората юбилейна изложба на Николай Павлович. На 20 декември 2005 г. в Националната художествена галерия е открита Юбилейна изложба по случай 170-годишнината от рождението на художника.